# Moderens Kamp med Døden
Moderens Kamp med Døden er en stum dramafilm fra 1908 produceret af Nordisk Films Kompagni. Filmens instruktør er ukendt.
Filmen blev i engelsksprogede lande distribueret som A Mother's Struggle With the Death.

## Handling
En moder våger over sin lille syge dreng. Lægen har sagt, at barnet er døende, men moderen beder til Gud om overlevelse.
Dødsenglen kommer for at hente drengen, men moderen protesterer. Dødsenglen viser herefter moderen scener fra barnets liv, hvis det lever videre. Barnet vil vokse op, blive murer og falde ned fra et stillads og blive invalid og må herefter tigge for at overleve, og begiver sin ind på en kriminel løbebane. Moderen accepterer herefter, at den lille sjæl bliver taget op til Gud.